# Oscar Alberto Hidalgo
Oscar Alberto Hidalgo Forcelledo (Puebla, 9 oktober 1982) is een Mexicaans autocoureur. Zijn vader, ook Oscar genaamd, was ook autocoureur en nam deel aan de 480 kilometer van Mexico in 1989, de laatste ronde van het World Sportscar Championship.

## Carrière
Hidalgo eindigde als derde in de Formule Renault 2000 de America, waarna hij in 2005 in dit kampioenschap op de tweede plaats eindigde. In 2006 eindigde hij weer als elfde, terwijl hij in 2007 in slechts twee raceweekenden deelnam. Het kampioenschap werd vervolgens in 2008 niet meer gehouden.
In 2006 nam Hidalgo deel voor het team Wiechers-Sport in zijn thuisrace op het Autódromo Miguel E. Abed in het World Touring Car Championship. Hij eindigde de races als 24e en 14e.